# Reformatorisch Dagblad
Pour les articles homonymes, voir Rd.
Le Reformatorisch Dagblad, abrégé RD, est un quotidien néerlandais fondé en 1971 et publié pour la première fois le 1er avril 1971.
C'est l'un des nombreux quotidiens néerlandais dits « du soir », qui paraît à midi chaque jour, bien que son édition du samedi soit publiée le matin. Il est édité depuis 2015 dans un format tabloïd, et connaît une diffusion moyenne de 41 513 exemplaires quotidiens en 2017.
Originaire de la Bijbelgordel, sa ligne éditoriale est conservatrice et proche du Parti politique réformé, un parti traditionaliste calviniste. Journal de culture protestante réformée, et disposant d'un lectorat encré dans cet héritage, il est considéré comme étant le journal chrétien le plus à droite, en comparaison du Nederlands Dagblad et de Trouw,.
Le journal est la propriété du Erdee Media Groep, qui en est aussi son éditeur.

## Diffusion et audience

### Site internet
À l'instar d'autres organisations protestantes traditionalistes aux Pays-Bas, le site du Reformatorish Dagblad est inaccessible le dimanche afin d'inciter ses lecteurs à respecter le quatrième commandement du décalogue.